# Staatsexamensarbeit
Eine Staatsexamensarbeit (auch Zulassungsarbeit, Qualifizierungsarbeit sowie kurz Examensarbeit oder Staatsarbeit, offiziell meist Wissenschaftliche Hausarbeit) ist im Rahmen der jeweiligen Staatsprüfungen die umfangreiche schriftliche Abschlussarbeit eines Lehramtsstudiengangs am Ende eines wissenschaftlichen Hochschulstudiums.
Die Staatsexamensarbeit entspricht der Diplom- oder Magisterarbeit bzw. einer Master-Thesis. Die bestandene Staatsprüfung verleiht noch keinen akademischen Grad, gilt aber als vollwertiger Hochschulabschluss des betreffenden Studienganges. Eine Staatsexamensarbeit kann als Magisterarbeit anerkannt werden, wodurch dann der akademische Grad Magister Artium verliehen wird (die Regelungen variieren von Hochschule zu Hochschule).
Neben der Arbeit im Rahmen der sogenannten „Ersten Staatsprüfung“ wird auch gegen Ende des Referendariats, bei der Lehrerausbildung im Rahmen der Zweiten Staatsprüfung, noch eine weitere Staatsexamensarbeit geschrieben, die jedoch im Umfang deutlich kürzer und auf Praxisthemen beschränkt ist. Im Referendariat der juristischen Ausbildung wird zur Zweiten Staatsprüfung keine weitere Staatsexamensarbeit mehr geschrieben.